# ويلفريد باركر
ويلفريد باركر (23 يوليو 1871 - 1939) (بالإنجليزية: Wilfred Parker)‏ هو لاعب كريكت بريطاني (وحمل سابقاً جنسية المملكة المتحدة لبريطانيا العظمى وأيرلندا).

## وصلات خارجية
- ويلفريد باركر على موقع إي آس بي آن كريك إنفو (الإنجليزية)